# Arquettes-en-Val
Arquettes-en-Val é uma comuna francesa na região administrativa de Occitânia, no departamento de Aude. Estende-se por uma área de 9,31 km². Em 2010 a comuna tinha 83 habitantes (densidade: 8,9 hab./km²).